# Погребки
Погребки (до 1969 р. — Погрібки, з 1969 по 2016 — Коро́тченкове) — село в Україні, у Шосткинській міській громаді Шосткинського району Сумської області. Населення становить 619 осіб. До 2019 року орган місцевого самоврядування — Коротченківська сільська рада.

## Географія
Село Погребки знаходиться на лівому березі річки Десна в місці впадання в неї річки Свірж, вище за течією на відстані 2 км розташоване село Остроушки, на протилежному березі — села Комань (Новгород-Сіверський район) та Чулатів (Новгород-Сіверський район), вище за течією річки Свірж на відстані 1,5 км розташоване село Свірж. Річка в цьому місці звивиста, утворює лимани, стариці (Віть) і заболочені озера (Івне).
До районного центру м. Шостки 17 км.

## Символіка
На гербі зображено дві землянки на чорному тлі, між якими зображена золота бджола. Вгорі золотий дуб на тлі косого білого хреста на синьому тлі. Землянки означають погреби (герб є промовистим). Золота бджола символізує працьовитість селян і бортні угіддя Новгород-Сіверського Спаського монастиря. Також ці бортні угіддя позначалися косим хрестом, що вирізався на старезних дубах (золотий дуб на гербі). Синій колір означає Десну.

## Історія
Вперше згадується як село Погрібки в царській грамоті як власність Спаського монастиря в 1552 р. Воно визначало північну межу бортного угіддя Новгород-Сіверського Спаського монастиря на лівому березі Десни. Південною межею угіддя була річка Шостка, а східна межа сягала села Івот. Межі цього монастирського угіддя позначалися косим хрестом, що вирізався на старезних дубах з бджолиними дуплами. Угіддя обслуговували погребські бортники – збирачі меду, мабуть, ще с тих часів, коли їхні предки проживали в напівземлянках – погребках.
По-різному підходять до обґрунтування витоків назви цього поселення, про що дізнаємося з краєзнавчих матеріалів. У першому випадку її виникнення пов'язують з петровськими часами, стверджуючи, що на місці нинішнього села колись були погреби Петра І; у другому випадку місцеві жителі, переповідаючи легенди, доводять, що на території сучасного села у давнину знаходилися погреби Новгород-Сіверського монастиря, у яких зберігалися різні сорти вин. Так, на основі історичних джерел встановлено, що за Деулінським перемир'ям 1618 року село відійшло до Польщі. В першій половині XVIII століття ним володіли монахи-домініканці, а після приєднання України до Росії — монахи Чернігівського монастиря.
У 1708 р. в селі перебував московський цар Петро І. Його штаб-квартира знаходилася неподалік Покровської церкви в хаті козака Мальчича. Там Петро І провів 5 діб з 26 по 31 жовтня 1708 р. Там 30 жовтня відбулася царська нарада щодо знищення козацької столиці Батурина.
Село постраждало внаслідок геноциду українського народу, проведеного урядом СССР в 1932—1933 роках.
1969 р. — перейменовано в село Коротченкове.
В 2016 році селу повернуто назву Погребки.

## Населення
Згідно з переписом УРСР 1989 року чисельність наявного населення села становила 789 осіб, з яких 334 чоловіки та 455 жінок.
За переписом населення України 2001 року в селі мешкало 620 осіб.

### Мова
Розподіл населення за рідною мовою за даними перепису 2001 року:
| Мова            | Кількість | Відсоток |
| --------------- | --------- | -------- |
| українська      | 551       | 89.01%   |
| російська       | 61        | 9.86%    |
| білоруська      | 6         | 0.97%    |
| інші/не вказали | 1         | 0.16%    |
| Усього          | 619       | 100%     |

## Відомі люди
У селі народився Коротченко Дем'ян Сергійович (* 29 жовтня (10 листопада) 1894 — † 7 квітня 1969) — державний і партійний діяч УРСР.